# Glycaspis endasa
Glycaspis endasa är en insektsart som beskrevs av Moore 1970. Glycaspis endasa ingår i släktet Glycaspis och familjen rundbladloppor. Inga underarter finns listade i Catalogue of Life.